# Der Schädel der Pharaonentochter
Der Schädel der Pharaonentochter è un film muto del 1920 diretto da Otz Tollen e sceneggiato dallo stesso regista da un'idea di Curd Scheidig.

## Produzione
Il film fu prodotto dalla John Hagenbeck-Film GmbH di Berlino.

## Distribuzione
Uscì nelle sale cinematografiche tedesche il 7 dicembre 1920 dopo aver ottenuto il visto di censura l'11 novembre di quell'anno.